# Gau Westmark
février 1925 – 1945
(20 ans)
Entités précédentes :
- Reich allemand
(district du Palatinat)
- Sarre
- France
(Moselle)

Entités suivantes :
- Allemagne
(district du Palatinat)
- Sarre
- France
(Moselle)

Le Gau Westmark (en français : Gau de la Marche de l’Ouest) est à l'origine une circonscription administrative interne du parti nazi. À sa création en 1925 elle correspond au territoire du district du Palatinat qu'elle remplace comme subdivision territoriale du Troisième Reich à partir de 1933.
D'abord baptisée « Gau Rheinpfalz » (Gau du Palatinat du Rhin) la région est renommée « Gau Saarpfalz » (Gau de Sarre-Palatinat) après le rattachement de la Sarre en 1935. Elle prend son nom définitif à la suite de l’annexion de la Moselle par le Reich allemand en 1940 : le territoire comprend ainsi le CdZ-Gebiet Lothringen (en français : Territoire du chef de l’administration civile en Lorraine) qui remplace le département français de la Moselle.
Administré notamment par le Gauleiter Josef Bürckel le territoire disparaît avec la chute du régime nazi à la fin de la Seconde Guerre mondiale en 1945.

## Contexte historique
Appliquant une politique expansionniste agressive, l’Allemagne nazie annexe l'Autriche, la région des Sudètes, la Silésie, Dantzig et la Prusse-Occidentale, la Posnanie, le Luxembourg, la Moselle et l'Alsace entre 1938 et 1940. Le Gau Westmark est le fruit de cette politique. De Gau, « pays » et West, « Ouest », le Gau Westmark désignait la « Marche de l'Ouest » du Troisième Reich allemand. Si la première annexion de l'Alsace-Lorraine avait été entérinée par le traité de Francfort le 10 mai 1871, la seconde, en revanche, ne sera jamais ratifiée par un traité international.
Pour Adolf Hitler, les motivations sont purement politiques. S'inscrivant dans la droite ligne de sa vision raciale de la supériorité du « peuple germanique », sa volonté de créer un « espace vital » se traduit par une stratégie de conquête planifiée, dès les années 1920. Divers projets de constitution d'un ensemble de territoires à annexer au Reich, à l'ouest de l'Europe, ont été envisagés à sa demande, peu avant la signature de la convention d'armistice du 22 juin 1940. Certains projets concernaient les frontières du traité de Westphalie de 1648, d'autres, celles du Bas Moyen Âge.

## Création duGau
La création du Gau Westmark se fit progressivement, à la fois pour ménager l'opinion publique française et pour préparer les populations annexées. L’ancienne frontière de 1871 fut rétablie le 25 juillet 1940, marquant de facto l'annexion de la Moselle au Reich allemand.
Cet état de fait fut formalisé par un décret de Hitler, signé le 18 octobre 1940, mais dont la publication fut interdite.
« La Lorraine fut déclarée officiellement annexée au Troisième Reich le 30 novembre 1940, par le Gauleiter Josef Bürckel qui, à Sarrebruck, dans un grand discours-programme, annonça solennellement que la Lorraine, la Sarre et le Palatinat formeraient dorénavant le « Gau Westmarck » (Marche occidentale), capitale Sarrebruck (organe officiel : le N.S.Z-Westmarck, l'ancien N.S.Z.-Rheinfront) ». Concrètement, le département de la Moselle passa sous le contrôle de l'administration civile allemande, devenant le CdZ-Gebiet Lothringen.
« L'incorporation ne fut jamais réalisée en droit ; elle demeura à l'état d'annexion déguisée ». Elle fut toutefois parachevée d'un point de vue administratif, le 11 mars 1941, lorsque Bürckel fut nommé gouverneur du Reich pour le nouveau Reichsgau Westmark et par l'entrée en vigueur du code de commerce et du code civil allemands, dans leur intégralité, avec l'ordonnance du 4 janvier 1943. « Les habitants furent conviés par voie d'annonces, à se procurer des codes allemands civil, commercial, pénal, criminel, le code de la circulation, le code des fonctionnaires, etc. ».
Le système administratif et les lois allemandes furent ainsi mis en place, en violation formelle des clauses de l'armistice du 22 juin 1940,, et ce malgré les protestations écrites du gouvernement de Vichy, auprès de la Commission de Wiesbaden, formulées en août et septembre 1940 et restées sans réponses.

## Organisation administrative

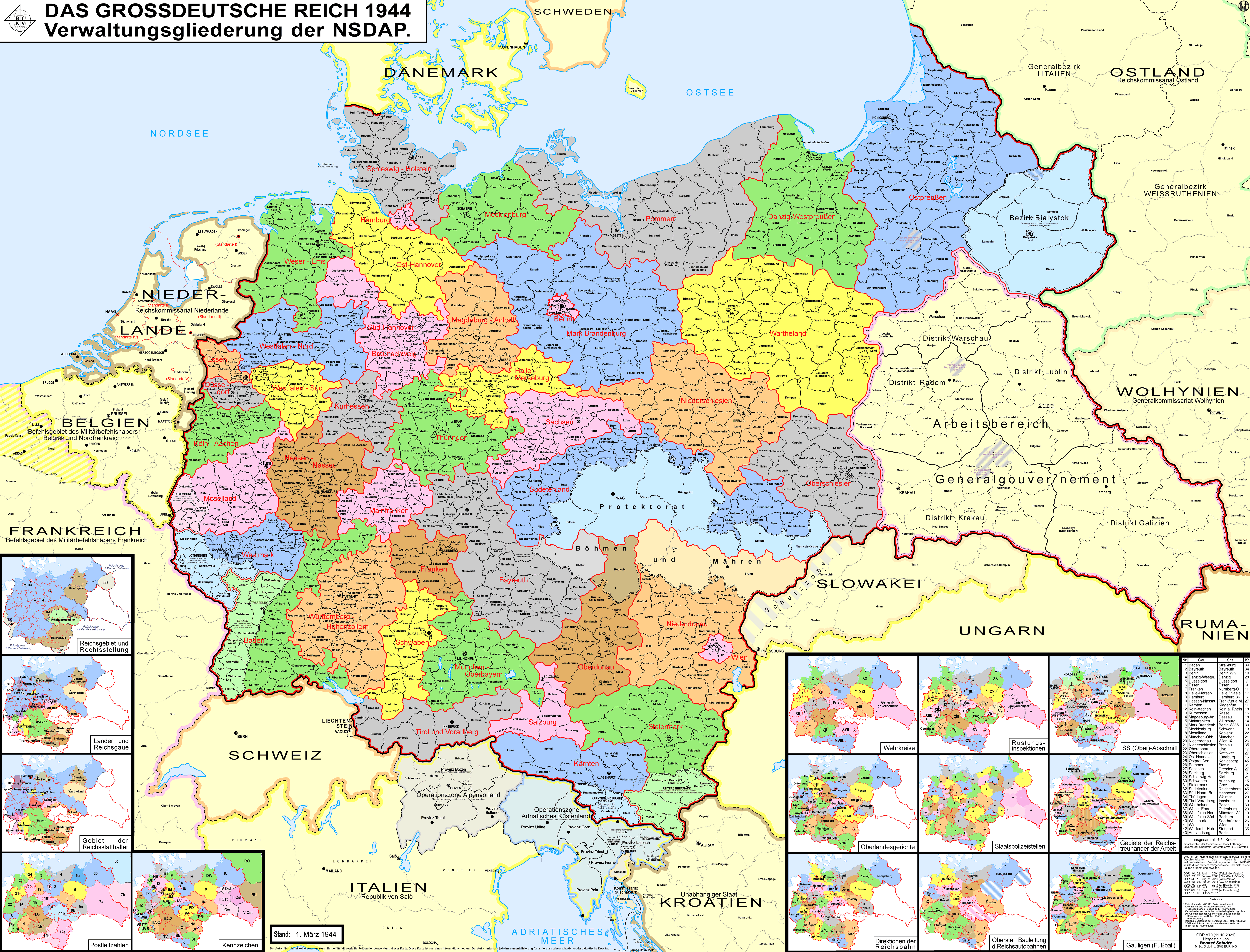
Les Gaue du NSDAP au sein du IIIe Reich, en 1944. Le Gau Westmark est en bleu à deux teintes à l'ouest. Le bleu pâle correspond à la Moselle annexée.

Le siège administratif du Gau Westmark était Sarrebruck. Le Reichsgau Westmark comprenait la Sarre, le Palatinat et la Moselle. Auparavant, la Sarre et le Palatinat formaient le Gau Saarpfalz, dont la capitale était Neustadt an der Weinstraße. Le Troisième Reich comptait 32 Gaue, ou provinces, auxquels sont venus s'ajouter 10 Gaue supplémentaires formés par les territoires nouvellement annexés sous l'appellation Reichsgau.
En dehors du Führer, qui se réservait le droit de donner ses instructions aux gauleiter, seul Göring avait la possibilité d'intervenir sur le plan de l'économie de guerre. Josef Bürckel a été nommé gauleiter du Gau Sarre Palatinat, puis gauleiter du Gau Westmark, un poste qu'il conserva jusqu'en 1944. Après son suicide, il fut remplacé le 28 septembre 1944 par Willi Stöhr.
Durant cette période, les circonscriptions administratives de la Moselle ont été remplacées par des Kreise, ou arrondissements. L'arrondissement de Metz-Ville était dirigé par un Oberburgermeister, faisant office de maire. Les autres Landkreise étaient dirigés par un Landrat ou un Landkommissar, faisant office de sous-préfet. Ce chef d'arrondissement exerçait conjointement les fonctions de Kreisleiter du Parti nazi.
L'organe officiel du Gau Westmark était le NSZ-Westmark,, un journal de propagande nazie.